# On Your Knees (Grace Jones)
 On Your Knees è un singolo della cantante giamaicana Grace Jones pubblicato come singolo di lancio per l'album Muse.

## Descrizione
Il brano, scritto da D.C. LaRue e Jerry Corbetta, è stato l'unico singolo globale estratto dall'album. 
Nella maggior parte dei territori è stato accreditato come un doppio lato A abbinato a Don’t Mess with the Messer.
Le versioni del 45 giri sono entrambe in versione edit, mentre sulla versione 12" è presente un mix leggermente diverso di On Your Knees ed un extended remix  di Don’t Mess with the Messer. Tutte le versioni sono state pubblicate per la prima volta in CD nel cofanetto antologico Disco.
Il singolo ottenne uno scarso successo commerciale e passò quasi inosservato, riuscendo ad arrivare solo al ventottesimo posto della classifica Hot Dance Club Songs di Billboard.
La copertina del singolo, realizzata da Richard Bevistein, fu inclusa nel libro 1000 Record Covers di Michael Ochs.

## Tracce

### "On Your Knees"
- 7" single

A. "On Your Knees" – 3:47
B. "Don't Mess with the Messer" – 4:05
- 7" promotional single

A. "On Your Knees" (stereo edit) – 3:49
B. "On Your Knees" (mono edit) – 3:49
- 12" single

A. "On Your Knees" – 6:30
B. "Don't Mess with the Messer" – 6:27

### "Don't Mess with the Messer"
- 7" single

A. "Don't Mess with the Messer" – 4:10
B. "On Your Knees" – 3:49